# Crínán z Dunkeldu
Crínán z Dunkeldu, známý také jako Jarl Hundi († 1045). Opat z Dunkeldu. Kromě postu opata byl také mormaerem z Athollu a patřil tedy k nejmocnějším mužům ve Skotsku. Crínán byl otcem skotského velekrále Duncana I. a dědečkem skotského velekrále Malcolma III.

## Bojovný opat
Přestože byl Crínán opatem kláštera v Dunkeldu, byl více znám jako úspěšný válečník, který často vedl jemu podřízené athollské klany do vítězných bitev. Mezi severskými národy se stal pro svou bojovnost známým jako hrabě Pes (Jarl Hundi). Okolo roku 1000 se oženil s Bethóc, dcerou skotského velekrále Malcolma II. V těch časech ještě u církevních duchovních neexistovala povinnost dodržovat absolutní celibát a svatba opata z Dunkeldu s Bethóc nebyla neobvyklá. Nedlouho po svatbě se manželům narodil syn Donnchadh (pozdější skotský velekrál Duncan I.), druhý syn Maldred a dcera neznámého jména. Crínán z Dunkeldu měl jako mormaer z Athollu přednostní právo na získání voleného úřadu skotského velekrále. Skotským velekrálem byl ale po smrti Malcolma II. zvolen roku 1034 Crínánův syn Duncan. Otec věrně stál za svým synem, který si ale úřad dlouho neudržel. Už roku 1040 byl Duncan I. poražen v bitvě u Burgheadu spojenými silami svých dvou bratranců – Macbetha, mormaera z Moray a jarla Orknejského Thorfinna Sigurdssona. Duncan I. byl za nejasných okolností po bitvě u Burgheadu zabit v Pitvageny nedaleko Elginu. Skotským velekrálem byl následně zvolen mormaer z Moray Macbeth.

## Spory mormaerských rodů
Opat Crínán se po smrti svého syna cítil ohrožen a své tři vnuky, Duncanovy syny, poslal pryč ze země. Vnuk Malcolm (pozdější skotský velekrál Malcolm III.) odešel s matkou do Anglie, kde byl vychováván nejprve na dvoře krále Hardiknuta a pak na dvoře krále Eduarda Vyznavače. Druhý Crínánův vnuk Donald Ban byl poslán na vychování zřejmě na Hebridy nebo do Irska. O třetím vnukovi Mael Mhuirovi víme jen to, že žil nějakou dobu u northumbrijského hraběte a svého příbuzného Siwarda. Crínán udržoval úzký kontakt se svou snachou žijící u anglického královského dvora a také se Siwardem. V kontaktu byl zřejmě také se svým druhým synem Maldredem a dalším vnukem Gospadruigem. Společně pravděpodobně plánovali svržení opozičního rodu mormaerů z Moray a omezení jeho moci. Pět let Crínán připravoval pomstu a čekal až přijde jeho čas. Konečně roku 1045 vyburcoval některé z athollských klanů, aby povstali proti velekráli Macbethovi. Vzbouřenci vedení Crínánem se s velekrálovými oddíly střetli u Dunkeldu, zhruba 25 kilometrů severně od Perthu. Crínan byl poražen a padl v bitvě spolu se sto osmdesáti svými spolubojovníky. Jeho rod se ale v osobě Malcolma III. znovu vrátil do úřadu skotského velekrále roku 1058 a Crínánovi potomci pak vládli Skotsku až do roku 1286.